# John Scott Trotter
John Scott Trotter (14 de junio de 1908-29 de octubre de 1975), también conocido como el Tío John, fue un arreglista, compositor y director de orquesta estadounidense.
Trotter fue más conocido por dirigir la orquesta de acompañamiento de Bing Crosby en discos y en sus programas de radio desde 1937 hasta 1954.

## Primeros años
John Scott Trotter, Jr. nació el 14 de junio de 1908 en Charlotte, Carolina del Norte. Sus padres fueron John Scott Trotter (26 de junio de 1881-8 de agosto de 1949) y Lelia Bias (10 de mayo de 1885-7 de julio de 1965).
Trotter asistió a escuelas locales en Charlotte. También estudió piano en virtud de Ida Moore Alexander. En 1925, Trotter entró en la Universidad de Carolina del Norte. Fue allí que Trotter comenzó su carrera como músico profesional tocando el piano para la orquesta universitaria, dirigida por Hal Kemp. Kemp había entrado a la universidad en 1922 y se graduó en 1926, pero Trotter se retiró cerca del final de su primer año para unirse a la banda de Kemp como pianista y arreglista, posición que mantuvo hasta 1936.

## Carrera
Después de abandonar la banda de Kemp, Trotter hizo algunos trabajos en Hollywood, donde se ocupó de las orquestaciones para la película de la Columbia Pictures, Pennies from Heaven, la cual fue su primer trabajo con Bing Crosby. Este sería el inicio de una asociación profesional que mantendría con Crosby durante 17 años, aunque ambos se conocieron por primera vez en 1929 en el Manger Hotel de Nueva York. Por aquella época Crosby estaba trabajando con la orquesta de Paul Whiteman.
Trotter recordó los antecedentes de su participación en el Pennies from Heaven en una entrevista con el locutor de radio canadiense Gord Atkinson. Johnny Burke le pregunto si quería hacer las orquestaciones para la película. Esta fue una de las primeras producciones cinematográficas independientes. Crosby entonces estaba bajo contrato con la Paramount, pero Pennies from Heaven fue hecha para la Columbia de forma independiente y no había designado para hacer la música. Trotter le dijo a Burke que él no había venido a trabajar. Una semana más tarde, Burke le preguntó, '¿puede ayudar a Arthur Johnston con las partes del piano?' Después de mucha persuasión, Trotter ayudó a Johnston, quedando fascinado con la banda sonora que incluía las canciones Pennies from Heaven, So Do I, y One, Two, Button Your Shoe, y también Skeleton in the Closet. Decidió entonces también completar las orquestaciones ya que la oferta aún estaba abierta. Trotter recordó que el día que Pennies from Heaven fue grabada, las cámaras estaban rodando con la orquesta en el escenario; no era pregrabado como sería habitual hoy en día. John Scott Trotter considera que Crosby fue un maestro de la sincronización de labios, pero aquello no ocurría en aquellos días. Después de completar Pennies from Heaven Trotter viajó al este." .
En julio de 1937, Trotter reemplazó a Jimmy Dorsey como director musical de Crosby en el programa de radio Kraft Music Hall de la NBC. Ese mismo año, Trotter comenzó a arreglar y dirigir canciones para las grabaciones de Crosby en Decca. Su primer disco juntos, It's the Natural Thing to Do, alcanzó el lugar n.º 2 en las listas, el primero de muchos éxitos que tuvieron durante los años siguientes. Trotter sería el director musical de Crosby hasta 1954.
La implicación con el Kraft Music Hall se produjo cuando Larry Crosby, hermano de Bing y su director de relaciones públicas, le envió a Trotter un cable preguntándole si podría estar en Hollywood el 28 de junio de 1937 a tomar las riendas la orquesta de la Kraft Music Hall para el 8 de julio. Aunque Trotter había dirigido orquestas previamente, él nunca había tenido una orquesta propia. La primera vez que apareció bajo su propio nombre de 'John Scott Trotter y su Orquesta' fue en el Kraft Music Hall con Bing Crosby. El Kraft Music Hall iba cincuenta semanas al año y Trotter hizo ciento cuarenta jueves consecutivos sin falta; una suerte de récord.
Bing Crosby habló muy afectuosamente sobre Trotter en su autobiografía de 1953 Call Me Lucky y comentó acerca del notable autocontrol de Trotter.
Trotter también tenía responsabilidades relacionadas con la orquesta. Jerry Colonna fue trombonista para la banda y el futuro cómico Spike Jones se desempeñó como baterista.
Trotter se trasladó a la televisión, convirtiéndose en el director musical de The George Gobel Show, emitido entre 1954 y 60. Se desempeñó como director musical en varios de los especiales televisivos de Crosby programas especiales de televisión así como su serie cómica The Bing Crosby Show, emitido de 1964 a 65 en la ABC. Posteriormente dirigió la música para los especiales de dibujos animados de Charlie Brown. En 1970, Trotter fue nominado para un premio Oscar y un premio Grammy por su partitura para la película Un chico llamado Charlie Brown.

## Fallecimiento
Trotter murió de cáncer en el Centro Médico Cedars-Sinai en Los Ángeles, California. Fue enterrado en el Sharon Memorial Park en Charlotte. Le sobrevivieron una hermana, Margaret Kinghorn, y dos hermanos, William y Robert Trotter.

## Legado y críticas
Carroll Carroll, quien fue el principal escritor del Kraft Music Hall, recordó el masivo volumen y apetito de Trotter, quien en uno de los programas emitidos durante la guerra le pregunto en modo de broma si le quedaba comida de sobra a una economista hogareña, quien fue invitada al programa.
Trotter, junto con Jack Kapp, ha sido criticado por alejar a Crosby de sus raíces jazzísticas. La realidad es que el propio Crosby elegía las canciones que interpretaba en sus programas de radio y tenía la última palabra a la hora de grabar. Crosby podría haber funcionado con cualquier arreglista que hubiese elegido, pero él prefería trabajar con Trotter durante 17 años. Crosby dijo una vez que "tenía un gusto maravilloso".

## Premios y distinciones
Premios Óscar
| Año  | Categoría                   | Película                      | Resultado |
| ---- | --------------------------- | ----------------------------- | --------- |
| 1970 | Mejor banda sonora original | Un niño llamado Charlie Brown | Nominado  |